# Deutsche Schachzeitung
De Deutsche Schachzeitung was het eerste Duitse schaaktijdschrift.
Het werd in 1846 gestart door Ludwig Bledow onder de titel: Schachzeitung der Berliner Schachgesellschaft.
In 1872 kreeg het blad de titel Deutsche Schachzeitung.
(Van 1846 tot 1848 verscheen een ander blad onder de titel Deutsche Schachzeitung.)
Het blad is tot 1988 verschenen, met een onderbreking in de periode 1945-1949.
Daarna is het niet meer als zelfstandige titel verschenen, maar als bijlage van een andere titel.